# Thorbergur Thordarson
Thorbergur Thordarson (Þórbergur Þórðarson/Thórbergur Thórðarson: Breiðabólstaður, 12. ožujka 1888.  - Reykjavík, 11. prosinca 1974.), islandski književnik.

## Životopis
Najprije je bio mornar, onda studirao filologiju i radio kao učitelj. 1924. godine bio je otpušten zbog radikalizma i satire, pa je djelovao kao slobodni književnik. U djelima je često izražavao društvenu kritiku. Poznati su njegovi autobiografski eseji "Pisma Lári" (Bréf til Láru, 1924). Pisao je i futurističke pjesme.